# Carl Ferdinand Becker (Musikschriftsteller)

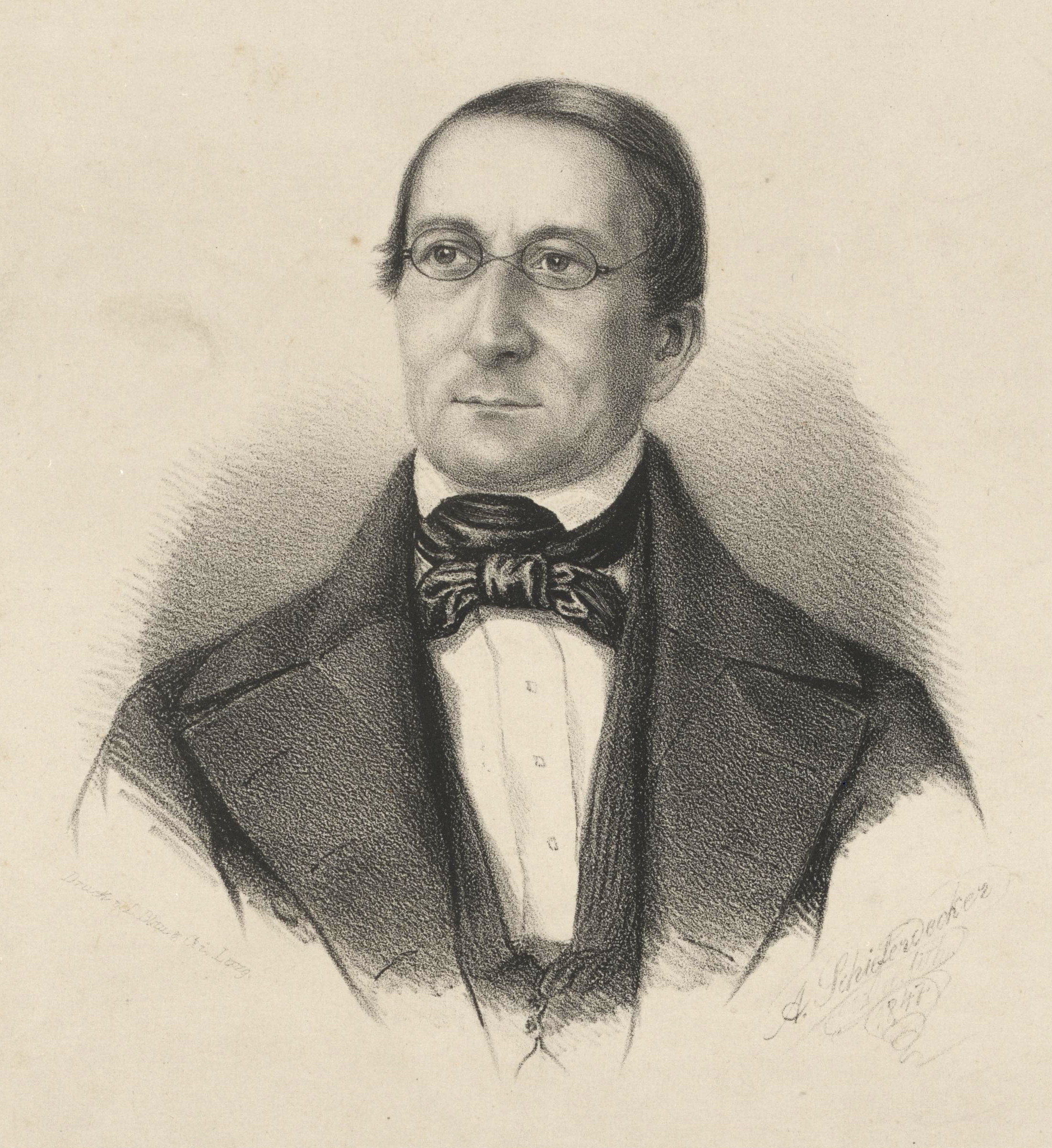
Carl Ferdinand Becker

Carl Ferdinand Becker (* 17. Juli 1804 in Leipzig; † 26. Oktober 1877 in Plagwitz bei Leipzig) war ein deutscher Organist, Musikforscher und Musikschriftsteller.

## Leben
Becker wurde 1804 als Sohn des Arztes und Schriftstellers Gottfried Wilhelm Becker (1778–1854) in Leipzig geboren. Als Schüler besuchte er die Thomasschule zu Leipzig. Seine Lehrer Johann Gottfried Schicht (1753–1823) und Friedrich Schneider (1786–1853) bildeten ihn zum Musiker aus; bei Schicht erhielt er Unterricht in Klavier, Harmonielehre und Komposition, Schneider unterrichtete ihn in Orgelspiel.
Von 1820 bis 1833 war er Violinist im Gewandhausorchester sowie von 1821 bis 1824 im Theaterorchester in Leipzig. 1825 bis 1837 war er Organist an der dortigen Peterskirche und von 1837 bis 1854 an der Nikolaikirche. Ab 1843 bis 1854 unterrichtete Becker Orgelspiel an dem von Felix Mendelssohn Bartholdy neu gegründeten Königlichen Konservatorium der Musik zu Leipzig und hielt auch musikgeschichtliche Vorlesungen. Bereits vor 1843 ist Becker im Leipziger Adressbuch als Lehrer für Klavier, Violine, Gesang, Generalbass und Partiturspiel verzeichnet.
Von 1834 bis 1850 war Becker außerdem Mitarbeiter bei der von Robert Schumann gegründeten Neuen Zeitschrift für Musik, er schrieb aber auch für viele weitere Zeitschriften, u. a. für die AMZ und Cäcilia und verschiedene Periodika.
Ein besonderes Verdienst kommt Beckers Sammlertätigkeit zu: In den 1830er und 1840er Jahren baute er eine umfassende private Sammlung musikhistorisch bedeutsamer Musikalien auf, die u. a. musikhistorische Abhandlungen und Musikautographe enthielt. 1856 übergab er einen großen Teil seiner Sammlung der Stadtbibliothek Leipzig.
Becker war darüber hinaus Mitbegründer der Leipziger Bach-Gesellschaft im Jahr 1850.
Verheiratet war er mit Elise Becker geb. Jaeger (1800–1870). Becker starb 1877 in der Nähe von Leipzig, sein Grab befindet sich auf dem Leipziger Johannisfriedhof.

## Veröffentlichungen (Auswahl)
- Systematisch-chronologische Darstellung der musikalischen Literatur von der frühesten bis auf die neueste Zeit. Verlag von Robert Friese, Leipzig 1836, Digitalisat in der Google-Buchsuche.
- Die Choralsammlungen der verschiedenen christlichen Kirchen. Verlag Fleischer, Leipzig 1845.
- Die Tonkünstler Des Neunzehnten Jahrhunderts. Ein kalendarisches Handbuch zur Kunstgeschichte. Kösslingsche Buchhandlung, Leipzig 1849.

## Kompositionen (Auswahl)
- Vierhändige Übungsstücke für angehende Pianoforte-Spieler op. 3
- Sei Scherzi per il Clavicembalo op. 6
- Drei- und Vierstimmige Tonstücke zur Beförderung des wahren Orgelspiels componirt und seinen Schülern gewidmet op. 13
- Geistliche Gesänge ohne Worte für Harmonium op. 31